# Мемориальный университет Линкольна

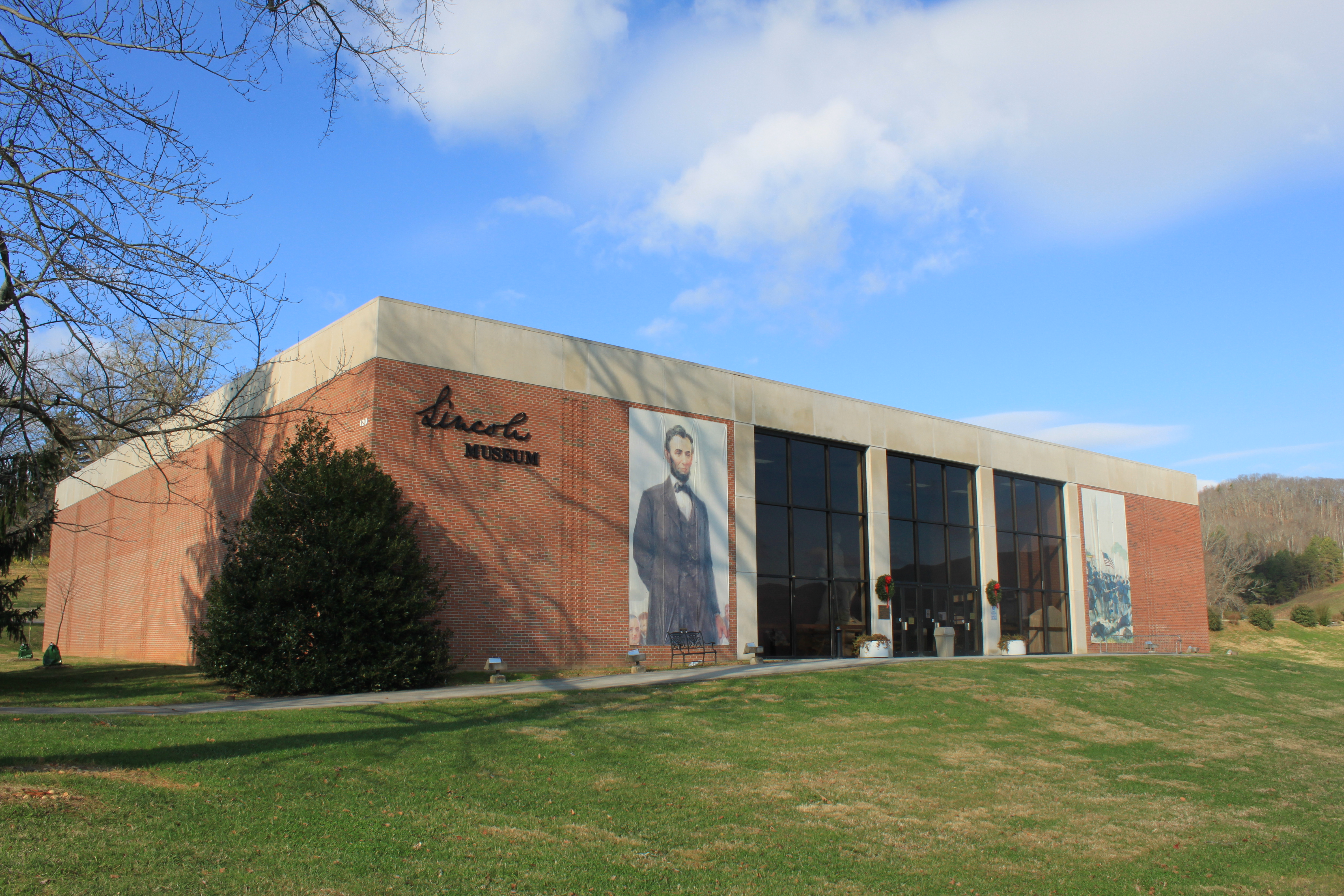
Библиотека и музей Линкольна

Мемориальный университет Линкольна (англ. Lincoln Memorial University, LMU) — частный университет в Харрогейте (штат Теннесси, США). Кампус Мемориального университета Линкольна, площадью около 4,0 км2, граничит с Национальным историческим парком Камберленд-Гэп. Мемориальный университет Линкольна аккредитован Южной ассоциацией колледжей и школ (SACS). В марте 2019 года юридическая школа Дункан Мемориального университета Линкольна получила полную аккредитацию Американской ассоциации юристов.
Библиотека и музей Авраама Линкольна Мемориального университета Линкольна содержит большую коллекцию памятных вещей, связанных с Авраамом Линкольном, и Гражданской войной. Изначально коллекция была сформирована из пожертвований первого благотворителя школы, генерала Оливера Ховарда, и его друзей.
По состоянию на осень 2021 года в Мемориальном университете Линкольна обучалось 1673 студентов бакалавриата и 3445 аспиранта и специалиста.

## История

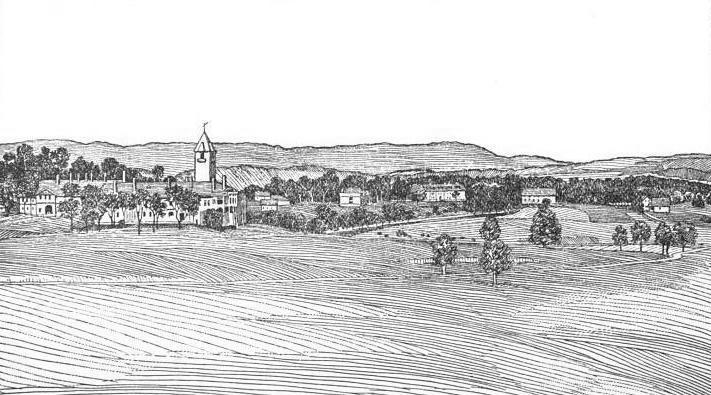
Мемориальный университет Линкольна, около 1915 года

В 1880-х годах предприниматель по имени Александр Артур (1846—1912) и несколько его компаньонов основали фирму под названием American Association, Ltd., основной целью которой была разработка железорудных и угольных ресурсов в районе Камберленд-Гэп. Артур основал Миддлсборо (штат Кентукки), где проживали работники и было установлено оборудование компании, и построил железнодорожную линию, соединяющую Мидлсборо с Ноксвиллом (штат Теннесси). Артур верил, что Мидлсборо вырастет в большой промышленный город, так называемый «Питтсбург Юга». В 1888 году он основал город Харрогейт, который, по его замыслу, должен был стать пригородом для элиты Мидлсборо.
Артур и Американская ассоциация потратили около двух миллионов долларов на развитие Харрогейта, жемчужиной которого стал отель «Четыре сезона» на 700 номеров, считавшийся в то время самым большим отелем в США. Отель включал роскошную столовую, казино и отдельный санаторий. Экономическая паника начала 1890-х годов и последующий крах лондонских финансовых спонсоров Артура привели к гибели American Associates, и отель «Четыре сезона» был продан и разобран.
В 1896 году генерал Оливер Ховард, бывший офицер Союза, который помог основать Говардский университет (названный в его честь), отправился в лекционное турне. Агент Ховарда, Сайрус Кер, предложил Ховарду основать университет как живой мемориал президенту Аврааму Линкольну. 18 июня 1896 года Ховард выступил в школе Харроу, начальной школе в Камберленд-Гэп, основанной несколькими годами ранее преподобным А. А. Майерсом. После лекции Майерс попросил Ховарда о помощи в создании колледжа для региона Камберленд-Гэп. Ховард рассказал Майерсу о своем разговоре с Линкольном в 1863 году, в котором президент выразил желание сделать что-то, чтобы помочь жителям Восточного Теннесси, большинство которых во время Гражданской войны остались верны Союзу. Ховард, вспомнив предложение Кера, согласился помочь Майерсу основать университет в честь Линкольна.
С помощью Ховарда и Кера, Майерс приобрёл оставшееся от отеля «Четыре сезона» здание санатория. Мемориальный университет Линкольна был открыт 12 февраля 1897 года — в 88-й день рождения Линкольна. Его первым президентом стал Сайрус Кер. Ховард стал управляющим директором университета в 1898 году, и под его руководством университет расширился. Был приобретён дом Александра Артура, который университет использовал в качестве консерватории. Ховард упомянул университет и его цели в речи в Карнеги-холле в 1901 году, что помогло собрать деньги и позволило университету расплатиться с долгами.
В 1902 году здание санатория сгорело, а его уцелевшие блоки были использованы для строительства Грант-Ли Холла, который с тех пор включён в Национальный реестр исторических мест США. Дом Артура также сгорел, но его башня, которая теперь называется «Башня консерватории», все ещё стоит. В апреле 1917 года британский фольклорист Сесил Шарп провёл несколько дней в Мемориальном университете Линкольна, где собрал 22 местные версии баллад «старого света», таких как «Лорд Томас и прекрасная Эллинор», «Демон-любовник» и «Леди Изабелла и король эльфов».

## Литературное наследие и литературный фестиваль «Горное наследие»
Мемориальный университет Линкольна известен своей богатой литературной историей, которая включает таких известных авторов, как Джеймс Стилл («Река земли», «Стихи Вольфпена»), Джесси Стюарт («Отбой для рядового Тасси», «Нить, которая так верно течет»), Дон Уэст («Комья Южной Земли») и Джордж Скарброу («Теллико Блю»). Одно время Эмма Белл Майлз, писательница и художница, работала в университете в качестве художника. Затем эта должность оставалась незанятой, пока в 2005 году её не занял автор бестселлеров, Сайлас Хаус («Одеяло из глины», «Татуировка с углём»). В том же году Хаус основал литературный фестиваль «Горное наследие». В нём принимают участие известные писатели региона (Ли Смит, Эрл Хамнер-младший, Рон Рэш, Шейла Кей Адамс, Дениз Джардина и др.), и он стал одним из главных событий в литературе Аппалачей. Мемориальный университет Линкольна также является домом для литературного общества Гранта Ли, которое породило до сих пор существующее братство «Гамма Лямбда Сигма».

## Ветеринарный колледж
Колледж ветеринарной медицины Мемориального университета Линкольна принял своих первых студентов в 2014 году и получил аккредитацию Американской ветеринарной медицинской ассоциации в январе 2019 года. Многие классы и исследовательские центры расположены в здании математики и науки Гамильтона (завершено в 2012 году) в главном кампусе Мемориального университета Линкольна, а практические учебные центры Колледжа ветеринарной медицины находятся в 12 милях от Харрогейта, в Юинге (штат Виргиния). Ветеринарный учебный центр ДеБуск (DVTC) расположен на 700 акрах земли и предоставляет обширные возможности для практического опыта и обучения с большим разнообразием видов животных. Компонент «Крупные животные» DVTC представляет собой рабочую ферму с большим стадом крупного рогатого скота и является местом практического обучения, где студентам преподаются анатомия, клинические и хирургические навыки, применимые для собак, кошек, лошадей, крупного рогатого скота и овец.

## Колледж остеопатической медицины ДеБуск

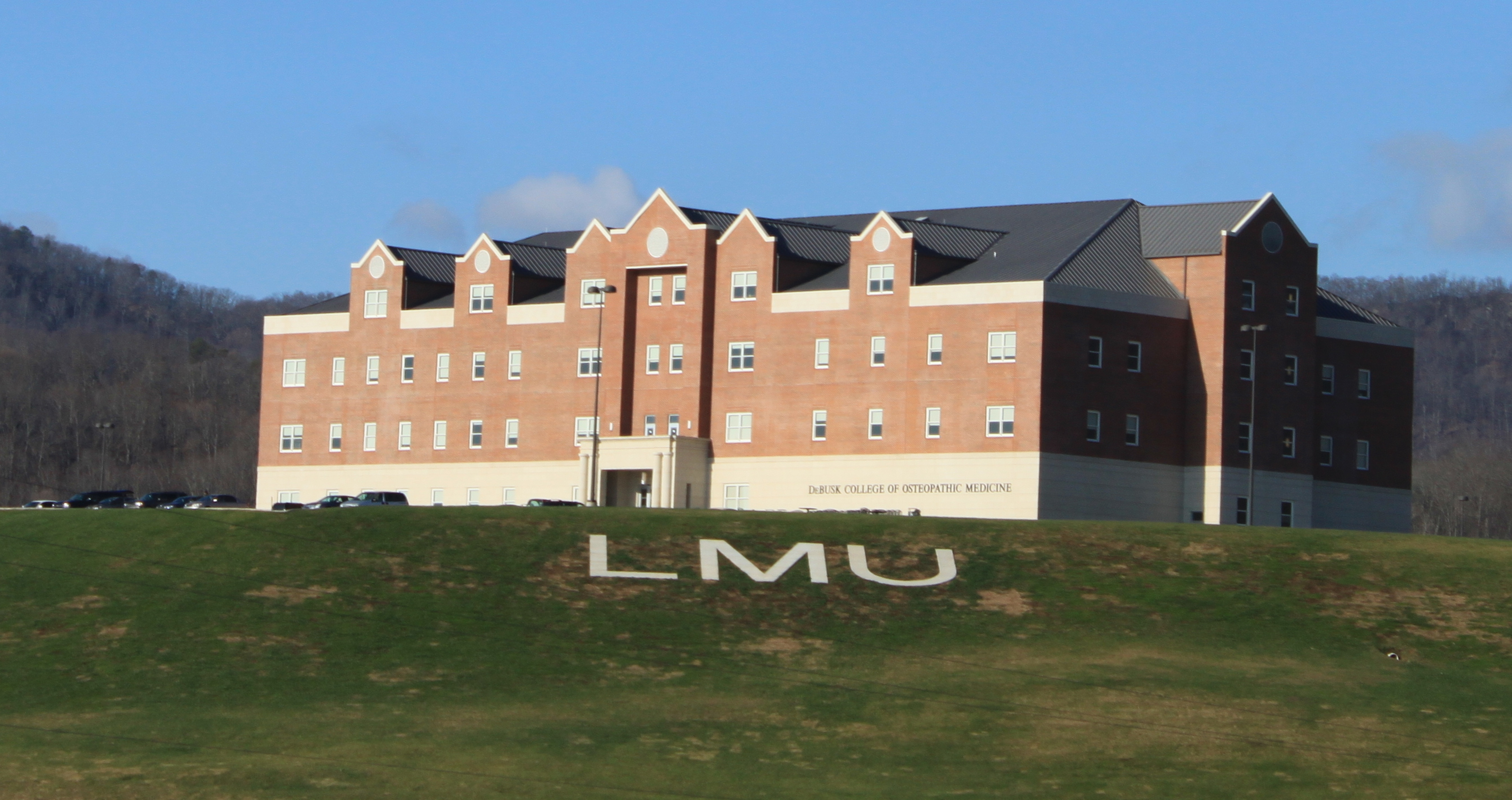
Колледж остеопатической медицины ДеБуск

Первоначальные планы по открытию колледжа остеопатической медицины (англ. Lincoln Memorial University-DeBusk College of Osteopathic Medicine, LMU-DCOM) датируются 2004 годом. Председатель попечительского совета и выпускник Мемориального университета Линкольна, Пит ДеБуск, был заинтересован в создании колледжа остеопатической медицины в Мемориальном университете Линкольна. После проведения годичного технико-экономического обоснования Мемориальный университет Линкольна объявил о создании колледжа остеопатической медицины и назначил Рэя Стауэрса, доктора медицины, сельского семейного врача, вице-президентом и деканом. Колледж был назван Колледжем остеопатической медицины ДеБуска в честь его инициатора. Четырёхэтажное здание площадью 9800 м2 было открыто для первых студентов курса остеопатической медицины 1 августа 2007 года.
Колледж остеопатической медицины ДеБуска предлагает две степени: доктор остеопатической медицины и магистр наук по подготовке помощников врача. Колледж аккредитован Комиссией по аккредитации остеопатических колледжей (COCA) и Комиссией по колледжам Южной ассоциации колледжей и школ.
Учебный план разделен на доклинические науки (годы 1 и 2) и клинический опыт (годы 3 и 4). Чтобы помочь студентам развить навыки диагностики и решения проблем, учебная программа в DCOM подчеркивает интеграцию фундаментальных и клинических наук в медицинскую практику.

### Учебные филиалы
Источник:.
- Алабамский консорциум медицинского образования, Робертсдейл (Алабама);
- Больница округа Клейборн, Тазуэлл (Теннесси);
- Больница ARH Мидлсборо, Мидлсборо (Кентукки);
- Медицинский центр Камберленд, Кроссвилл (Теннесси);
- Больница ARH Хазард, Хазард (Кентукки);
- Больница ARH Харлана, Харлан (Кентукки);
- Медицинский центр «Индиан Пас», Кингспорт (Теннесси);
- Район Ноксвилл (Блаунт, детская больница Восточного Теннесси, Фт. Сандерс, медицинский центр Св. Марии), Ноксвилл (Теннесси);
- Детская больница Ле Бонёр[англ.], Мемфис (Северная Каролина);
- Больница Морристаун Хэмблен, Морристаун (Теннесси);
- Ассоциация больниц Свитуотер;
- Региональная больница Такома, Гринвилл (Теннесси);
- Wellmont Health Systems, SWVA, Биг Стоун Гэп (Вирджиния).

### Общества
- Почетное остеопатическое сервисное братство Сигма Сигма Фи[англ.], глава Фи[16];
- Национальное остеопатическое почетное общество политических действий Омега Бета Йота[17].

## Школа права Дункана
Весной 2008 года Мемориальный университет Линкольна объявил о планах получить разрешение на предоставление юридического образования, и присвоения степени доктора юриспруденции. Юридическая школа была названа в честь конгрессмена от штата Теннесси Джона Джеймса Дункана (англ. Lincoln Memorial Univerity — Duncan School of Law, LMU-DSOL). Она расположена в центре города Ноксвилл (штат Теннесси), в здании, которое обычно называют «Старой ратушей». Средний балл экзамена LSAT у поступающих на дневную программу осенью 2011 года составил 147, а на заочную программу — 145. Эти баллы представляют собой 33-й и 26-й процентили всех сдающих экзамен LSAT. Средний балл успеваемости для поступающих в 2011 году составил 3,01 на дневной программе и 2,99 на заочной.
В феврале 2009 года Школа права Дункана получила одобрение от Совета юридических экзаменаторов штата Теннесси, что позволило выпускникам школы подавать заявление на сдачу экзамена на звание адвоката штата Теннесси. По состоянию на конец 2011 года в юридической школе Мемориального университета Линкольна обучался 231 студент. В декабре 2011 года Американская ассоциация юристов (ABA) отклонила заявку школы на временную аккредитацию. В ответ школа права Дункана подала в суд на АВА, утверждая, что АВА использует аккредитацию для ограничения выпуска новых юристов, тем самым нарушая федеральные антимонопольные законы. В январе 2012 года, после того как судья отклонил просьбы школы о судебном запрете и временном запретительном постановлении против ABA, школа подала апелляцию в ABA. В результате отказа ABA во временной аккредитации, многие студенты отказались от обучения или попытались перевестись из школы права Дункан.
В феврале 2012 года на школу права Дункана подал в суд бывший студент за «небрежное зачисление». Дело было прекращено в 2013 году.
Школа права Дункана получила временную аккредитацию в 2014 году. В том же году выпускники, сдававшие в июле 2014 года экзамен на звание адвоката штата Теннесси, показали 77,14 % проходного балла для тех, кто сдавал экзамен впервые — на пять процентных пунктов выше национального показателя. Школа права Дункана стала одной из трёх юридических школ штата Теннесси, которые показали результат выше национального показателя. В целом 91 % всех выпускников LMU-DSOL, сдававших экзамен, успешно его сдали. В 2015 году выпускники Школы права Дункана показали общий уровень трудоустройства 96 %, самый высокий среди всех юридических школ штата Теннесси; по общему уровню трудоустройства LMU-DSOL занимает 15-е место в стране.
В 2016 году Школа права Дункана показала самый высокий показатель сдачи экзамена с первого раза за всю историю школы. С показателем 87,5 %, школа обошла средний показатель по штату, составляющий 73,23 % для тех, кто впервые сдавал экзамен в адвокатуру. Трое из четырёх повторно сдавших экзамен из Школа права Дункана, или 75 %, также сдали экзамен в июле 2016 года. Процент сдачи экзамена в первый раз, процент сдачи повторного экзамена и общий процент сдачи экзамена в 85 процентов были вторыми по величине среди всех юридических школ штата Теннесси. С момента выпуска первого курса в мае 2013 года 93 % выпускников Школы права Дункана, сдававших экзамен в адвокатуру, успешно его сдали.
LMU-DSOL также был включен в рейтинг частных юридических школ «Best Value Law Schools» журнала Prelaw Magazine за 2016 год. Для определения лучших частных школ National Jurist использовал показатели трудоустройства выпускников, процент сдачи экзамена в адвокатуру и истинную стоимость обучения. Для этого из стоимости обучения вычиталась предполагаемая средняя стипендия школы. Только двенадцать школ попали в список лучших частных юридических школ по всей стране, в том числе Школа права Дункана Мемориального университета Линкольна.
Школа права Дункана получила полную аккредитацию 1 марта 2019 года.

## Спорт
Спортивные команды Мемориального университета Линкольна, называемые «Railsplitters», выступают в дивизионе II национальной ассоциации студенческого спорта (NCAA) в Южноатлантической конференции.
В настоящее время Мемориальный университет Линкольна участвует в соревнованиях по 21 виду спорта. Мужские виды спорта: бейсбол, баскетбол, боулинг, кросс-кантри, гольф, лакросс, футбол, теннис, легкая атлетика и волейбол. Женские виды спорта: баскетбол, пляжный волейбол, боулинг, кросс-кантри, гольф, лакросс, футбол, софтбол, теннис, легкая атлетика на открытом воздухе и волейбол. Команда по боулингу участвует в соревнованиях конференции Восточного побережья. Пляжный волейбол и мужской волейбол — виды спорта NCAA, которые входят в один дивизион.
В Мемориальном университете Линкольна нет программы американского футбола, хотя в прошлом она существовала. Другие виды спорта, ранее предлагавшиеся в Мемориальном университете Линкольна, включают фехтование и акробатику. Лёгкая атлетика появилась в Мемориальном университете Линкольна с 1907 года, когда на территории университета впервые был организован бейсбол.
В число спортивных объектов входят Тернер Арена, спортзал Мэри Марс, поле Дороти Нили (софтбол), поле Ламара Хеннона (бейсбол), футбольный комплекс Мемориального университета Линкольна (европейский футбол, соккер), комплекс для лакросса, теннисный комплекс, крытый теннисный центр и комплекс для гольфа. Команды по боулингу базируются в Хиллкрест-Лейнс в Харрогейте, а команды по гольфу — в гольф-клубе Вудлейк в Тазуэлле, штат Теннесси.

## Академия Фрэнка Уайта
Основанная в 1989 году, Академия Дж. Фрэнка Уайта (JFWA) является подготовительной школой при Мемориальном университете Линкольна. В академии обучаются учащиеся со средними и выше средних способностями в классах с первого по двенадцатый, желающие получить подготовительное к колледжу образование. В стоимость обучения входит до 30 часов занятий в Мемориальном университете Линкольна.

## Известные выпускники
- Пит Дебуск[англ.], основатель и владелец компании DeRoyal Industries;
- Джон Райс Ирвин[англ.], историк, основатель музея Аппалачей[англ.][35];
- Морис Натансон[англ.], американский философ;
- Нельсон Писарро[англ.], футболист Высшей футбольной лиги 2007 года;
- Скот Шилдс[англ.], питчер Главной лиги бейсбола;
- Ральф Стэнли, исполнитель блюграсса;
- Джеймс Стилл[англ.], аппалачский поэт, романист и фольклорист;
- Джесси Стюарт[англ.], писатель;
- Эмануэль Терри[англ.], игрок Национальной баскетбольной ассоциации;
- Дон Уэст[англ.], писатель, активист движения за гражданские права.